# Giuseppe Innocenti
Giuseppe Innocenti (Roma, 28 settembre 1868 – Cascia, 8 dicembre 1949) è stato un funzionario e politico italiano.

## Biografia
Entrato in carriera nel 1893, è stato funzionario del Ministero di grazia e giustizia, nel quale ha ricoperto le cariche di direttore generale della giustizia e degli affari di culto, e magistrato facente funzioni con l'incarico di primo presidente di Corte d'appello. Ha rappresentato l'amministrazione della giustizia nelle commissioni consultiva per il diritto internazionale privato (istituita presso il Ministero degli affari esteri), per la valutazione dei danni di guerra e per lo studio dei provvedimenti legislativi per l'infanzia abbandonata. 
Nominato senatore a vita nel 1939 è stato mantenuto nella carica dall'Alta Corte di Giustizia per le Sanzioni contro il Fascismo con sentenza del 14 novembre 1945.